# Denys Chmyhal
Denys Anatoliovytch Chmyhal (en ukrainien : Денис Анатолійович Шмигаль), né le 15 octobre 1975 à Lviv, est un homme d'État ukrainien. Premier ministre du 4 mars 2020 jusqu'au 17 juillet 2025, il est celui qui a occupé ce poste le plus longtemps dans l'histoire de l'Ukraine. Le jour de sa démission, il est nommé ministre de la Défense.

## Biographie

### Situation personnelle
Denys Chmyhal sort diplômé de l’École polytechnique de Lviv en 1997.
Entre 1995 et 2009, il fait partie de la direction d’entreprises situées à Lviv. Il est un temps collaborateur de Rinat Akhmetov, la personne la plus riche d’Ukraine.
Il intègre la fonction publique de l'administration régionale d'État de Lviv en 2009, puis est nommé en 2014 chef adjoint du département principal du ministère du Revenu de la région de Lviv.

### Parcours politique
Le 1er août 2019, il est devenu le Gouverneur de l'oblast d'Ivano-Frankivsk.
Le 4 février 2020, sur proposition du Premier ministre Oleksi Hontcharouk, le Parlement le nomme vice-Premier ministre et ministre du Développement des communautés et des territoires de l'Ukraine, en remplacement d’Aliona Babak.
Le 4 mars suivant, à la suite de la démission d’Oleksi Hontcharouk et sur proposition du président Volodymyr Zelensky, en baisse de popularité dans l’opinion, Denys Chmyhal est désigné Premier ministre par la Rada,. Son gouvernement, formé le jour même, compte des membres plus expérimentés que le précédent, le jeune ministre de la Défense sortant étant ainsi remplacé par un général à la retraite, Andriy Taran. Ce remaniement est mal perçu par les marchés, car intervenant en pleine pandémie de Covid-19 et durant les négociations autour d’une nouvelle aide du Fonds monétaire international (FMI), alors que la ministre sortante des Finances, appréciée par les Occidentaux, n’a pas été reconduite.
Le 14 juillet 2025, le président ukrainien, Volodymyr Zelensky, annonce son intention de nommer Ioulia Svyrydenko, jusqu'alors vice-Première ministre et ministre de l'Économie, au poste de Premier ministre, tandis que le Premier ministre en fonction, Denys Chmyhal, serait lui nommé à la tête du ministère de la Défense, couplé au ministère des Industries stratégiques dans le nouveau gouvernement. Le lendemain, le 15 juillet, Denys Chmyhal présente sa démission,.